# Torymoides daonus
Torymoides daonus är en stekelart som först beskrevs av Walker 1838.  Torymoides daonus ingår i släktet Torymoides och familjen gallglanssteklar. Inga underarter finns listade i Catalogue of Life.